# Reading Royals
Reading Royals är ett amerikanskt professionellt ishockeylag som spelar i den nordamerikanska ishockeyligan ECHL sedan 2001. De grundades dock redan 1991 som Columbus Chill för spel i East Coast Hockey League. 1998 blev Chill inaktiverad som ishockeylag efter att bygget av inomhusarenan Nationwide Arena inleddes i syfte att staden Columbus, Ohio kunde få en medlemsorganisation i National Hockey League (NHL). 2001 återuppstod laget när deras rättigheter köptes upp i syfte flytta det till Reading i Pennsylvania, för att vara dagens Reading Royals. Sedan 2019 äger countyt Berks County ishockeylaget. De spelar sina hemmamatcher i inomhusarenan Santander Arena, som har en publikkapacitet på 7 160 åskådare vid ishockeyarrangemang, i Reading i Pennsylvania. Royals har ett samarbete med Philadelphia Flyers (NHL) och Lehigh Valley Phantoms (AHL). Laget har vunnit en Kelly Cup, som är trofén som ges ut till det vinnande laget av ECHL:s slutspel, för säsongen 2012–2013..

## Spelare
Ett urval av spelare som har spelat för dem.
| Målvakter - Andrew Engelage - Yutaka Fukufuji - Philipp Grubauer - Michael Hutchinson - Connor Knapp - Drew MacIntyre - Mike Minard - John Muse - Mark Owuya - Jonathan Quick - James Reimer - Jussi Rynnäs - Anthony Stolarz - Danny Taylor | Backar - Drew Bagnall - Mike Banwell - Julien Brouillette - Michael Caruso - Deryk Engelland - Jeff Finger - Matt Generous - Patrik Hersley - Jesper Pettersson - Patrick Wey | Forwards - Will Acton - Luciano Aquino - Chris Bala - Brendan Brooks - Louie Caporusso - Éric Castonguay - Austin Farley - Stanislav Galijev - Brett Gallant - Tyrell Goulbourne - Kevin Goumas - Justin Hodgman - Bracken Kearns - Darryl Laplante - Kris Newbury - George Parros - Scott Parse - Rich Peverley - Antoine Roussel - Greg Scott - Dave Steckel - Geoff Walker |